# Паласио, Карлос (композитор)
Карлос Паласио (исп. Carlos Palacio; 13 января 1911, Алькой близ Аликанте — 19 февраля 1997, Париж) — испанский композитор, автор антифашистских песен «Стальные колонны», «В бой идём мы» и др., коммунист.

## Биография
Учился в школе Братьев Девы Марии, затем в Мадридской консерватории у Бартоломе Переса Касаса и Конрадо дель Кампо. В Мадриде Карлос жил в пансионе, на лето возвращаясь в родной Алькой. В 1931—1936 годах был скрипачом в «Театро Маравильяс». Вёл отдел музыкальной критики в газете «Мундо Обрерo» — печатном органе ЦК Коммунистической партии Испании, руководил «Пролетарским хором», продолжая учёбу в консерватории, которая была прервана войной.
Во время гражданской войны руководил группой композиторов, писавших военные песни, — в группу входили Сальвадор Бакариссе, Родольфо Альфтер, Хулиан Баутиста, Хосе Кастро Саласар, Эдуардо Торнер. Песни на музыку Паласио «Стальные колонны», «Гимн интернациональных бригад» получили широкую популярность в те годы. Небольшое время композитор входил в состав Национального совета по музыке. Он также работал на Мадридском радио «Голос фронта». Также написал музыку к пьесе Маяковского «Клоп».
В 1937 году, когда ситуация временно стабилизировалась, Паласио попросил разрешения об эвакуации и поехал в Валенсию — центр интеллектуальной жизни Республики во время войны, где занялся изданием антифашистских песен. Организовал «Голос фронта» в Мурсии, Картахене, Сьюдад-Реале.
В марте 1939 года тех, кто работал на радио, арестовали — в их числе был и Карлос Паласио. Спустя десять дней его отпустили. Композитор вернулся в Алькой, где жил до 1945 года с родными — столь тайно, что даже заходившие в дом знакомые думали, что Карлос живёт где-то за границей. После этого друзья Карлоса — Висенте Льорка, его сестра Эмилия и жена Кандида — помогли ему с документами, и он поселился в Валенсии. В 1947 году Карлос женился на Эмилии и усыновил её сына Луиса. С 1946 по 1950 годы был коммивояжёром, разъезжая по всей Испании.
В феврале 1950 года Карлос уехал в Париж — один, без жены и сына (семья воссоединилась через несколько месяцев). Во Франции он продолжил своё образование, поступив в Нормальную школу музыки, и по-прежнему писал песни. Совершал поездки в Советский Союз. В Париже Паласио прожил 27 лет.
В 1977 году вернулся в Испанию на похороны своего брата Фернандо. В Испании Карлос поселился в Альпедрете, городке близ Мадрида. Его вокальные и инструментальные сочинения стали широко исполняться. В 1978 году Паласио выступил на центральной площади Алькоя во главе большого хора и симфонического оркестра.

## Композиции
- «Colección de Canciones de Lucha». Издано в Imprenta Tipografía Moderna. Валенсия, 1939 год. Подборка песен и гимнов первых месяцев гражданской войны.